# Бобоне, Мария Ана
Мария Ана Бобоне (порт. Maria Ana Sarmento de Beires d'Orey Bobone; род. 5 декабря 1974, Порту, Португалия) — португальская певица, музыкант, поэт и композитор, исполнительница фаду, единодушно признанная одной из лучших в её поколении. В своем творчестве она совмещает традиции лучших голосов фаду предыдущих поколений и свой собственный неповторимый стиль.

## Биография

### Начало
Мария Ана Сарменто де Бейреш д’Орей Бобоне родилась 5 декабря 1974 года в городе Порту. Через несколько лет, родители перевезли её в столицу Португалии Лиссабон, где она в возрасте 7 лет начала учиться играть на фортепьяно. В 12 лет Мария Ана поступила в Национальную Консерваторию, которую закончила по курсу фортепьяно и вокала.
Параллельно с обучением в Консерватории она закончила журналистский факультет Католического Университета Португалии.
После окончания Консерватории в 16 лет Мария Ана начала петь и выступать на публике: в церковных хорах и на закрытых вечеринках. Поворотным моментом в её карьере стало её выступление, которое услышал величайший певец фаду Жуан Брага. Он был поражен талантом юной певицы и убедил её начать выступать в стиле фаду.

### Первые записи
Её дебютный альбом Alma Nova был создан в партнерстве с двумя другими певцами, и ознаменовал собой начало блестящей карьеры. Затем она записала два альбома «Luz Destino» и «Senhora da Lapa», в которых она продемонстрировала своё отменное профессиональное чувство музыки и добавила новые инструменты (клавесин и саксофон) к традиционному звучанию фаду и Португальской гитары. Высокий уровень обоих альбомов был отмечен публикой и прессой. В 1997 году она была номинирована на премию Золотой глобус в категории «Лучший исполнитель фаду».
Мария Ана начала активно выступать как в Португалии, так и за рубежом. Она также принимала участие в концертах в честь звезды фаду XX века Амалии Родригеш и в концерте празднования 25-летия Иоанна Павла II в качестве Понтифика с аудиторией более 40000 человек.

### Продолжение карьеры
Её первый по-настоящему сольный альбом «Nome de Mar», за который она получила заслуженную всеобщую славу, был выпущен в 2004 году. Альбом получил самые положительные отзывы от всех средств массовой информации.
Личностные качества и огромный талант Марии Аны помогли ей стать частью множества творческих проектов и создать много неповторимых дуэтных композиций как с певцами, таки и с музыкантами. В числе именитых творческих партнеров Марии Аны такие престижные гитаристы как Рикардо Роша порт. Ricardo Rocha и Педро Калдейра Кабрал порт. Pedro Caldeira Cabral.
Она выступает на всех крупных площадках Португалии и является постоянным гостем на многочисленных фестивалях и концертных залах по всему миру, представляя фаду и португальскую культуру (Англия, США, Бразилия, Швеция, Бельгия, Дания, Испания, Швейцария, Франция, Мексика, Италия, Марокко, Мальта, Нидерланды, Индия …)

### Карьера в наши дни
В своем последнем альбоме Fado & Piano, выпущенном в 2012 Мария Ана привнесла очередную инновацию в современное Фаду и первой возродила давнюю традицию — аккомпанемент на фортепьяно. Она аккомпанирует себе сама, также играет на традиционной гитаре, сочиняет собственные песни и аранжировки.
В апреле 2014 она стала лицом Фаду телеканала MTV в Португалии и в честь этого записала дуэт с Миккель Солдано порт. Mikkel Solnado на песню If The Stars Were To Waltz.
Мария Ана создала свою собственную интерпретацию фаду, которую очень любят португальцы и которая легка для восприятия и понимания иностранцами.
Также она поет на английском и сейчас записывает первый английский альбом, не переставая уделять внимание истокам и развитию в направлении Фаду.

## Личная жизнь
Мария Ана Бобоне замужем за Фредерико Бобоне (порт. Frederico Mendes de Almeida Bobone; род.22 декабря 1972), имеет 3 детей от брака с ним: Фредерико (порт. Frederico ; род.22 июня 2002), Леонор (порт. Leonor; род.8 декабря 2006) и Франсишка (порт. Francisca; род.26 мая 2010)

## Дискография
1. Alma Nova, 1994
2. «Luz Destino», 1999
3. «Senhora da Lapa», 1999
4. «Nome de Mar», 2006
5. «Fado & Fadistas», 2006
6. «Casa do Fado», 2006
7. «Fado Today: Maria Ana Bobone — Misia», 2008
8. «Ladies of Fado», 2010
9. «Fado & Piano», 2012
10. «If the Stars Were to Waltz», 2014
11. «My Wings», 2014